# マッキ MB.320
マッキ MB.320
イースト・アフリカン航空に納入前のMB.320
- 製造者：マッキ
- 運用者：イースト・アフリカン航空
- 初飛行：1949年

マッキ MB.320（Macchi MB.320）は、イタリアのマッキ社で設計/製造された双発の航空機である。少数が生産されただけであった。
MB.320は主翼に2基のコンチネンタル E185 エンジンを搭載した操縦士1名と乗客5名が搭乗可能な双発の単葉機であった。飛行性能は良好であったが高価格であったため国内市場にしろ輸出市場にしろ僅かな数しか販売されなかった。地域航空用にイースト・アフリカン航空向けに3機が販売された。Lignel VEMA-51 としてフランスでライセンス生産されることが企画されたが、結局は実現しなかった。

## 要目 (MB.320)
出典: Jane's All The World's Aircraft 1953-54 
諸元
- 乗員: 1
- 定員: 5
- 全長: 8.65 m （28 ft 4 in）
- 全高: 3.19 m （10 ft 6 in）
- 翼幅: 13.0 m（42 ft 7½ in）
- 翼面積: 21 m2 （226 ft2）
- 空虚重量: 1,490 kg （3,295 lb）
- 運用時重量: 2,250 kg （4,960 lb）
- 動力: コンチネンタル E185 空冷 水平対向エンジン、138 kW （185 hp）   × 2

性能
- 最大速度: 322 km/h  200 mph
- 巡航速度: 285 km/h  177 mph
- 航続距離: 1,000 km  621 miles